# Asedio de Chōkō-ji
El Chōkō-ji (長興寺?) fue un templo capturado por Oda Nobunaga del clan Rokkaku. Los Rokkaku trataron de recuperarlo en 1570 cortando el suministro de agua y asediándolo. Shibata Katsuie, comandante de las tropas encargado de defender el castillo, llevó a sus soldados fuera del templo para enfrentar al enemigo, venciendo finalmente.